# Los niños del Nepal
Los niños del Nepal és una pel·lícula espanyola de curtmetratge documental del 2003 dirigida per Joan Soler i Foyé i Javier Berrocal. Fou rodada durant un mes d'estiu al Nepal el 2001. Va rebre el suport del Ministeri de Cultura d'Espanya, de la productora Grup Cinema Art i del Centre d'Estudis Cinematogràfics de Barcelona. Tots els diners recaptats amb el documental foren destinats a projectes d'ajuda pels infants nepalesos.

## Sinopsi
La pel·lícula mostra la situació dels nens al Nepal, país amb una taxa de mortalitat infantil superior al 10 %, a través de tres escenaris ben diferents. D'una banda, els centres Daleki Primary School, grups d'escoles fundades a Katmandú per la catalana Vicky Sherpa que es dediquen a ensenyar a nens de les classes socials més desfavorides. D'altra banda, el centre d'acollida The Direct Help. dirigida pel també català Toni Aguilar, i finalment la història d'un nen del carrer.

## Premis
Fou guardonada amb el Goya al millor curtmetratge documental.